# Nordtrak

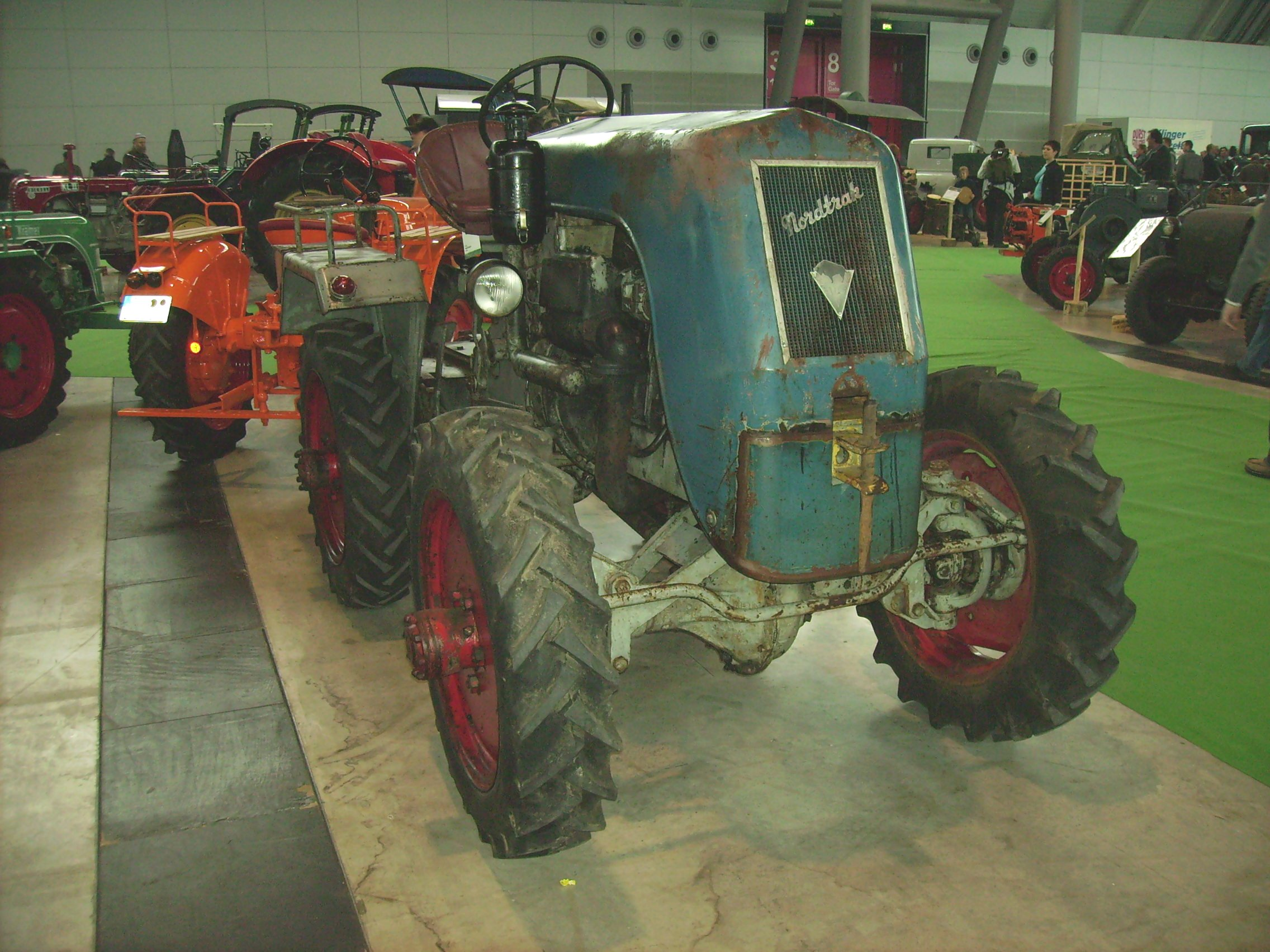
Nordtrak Stier 25 (1953)

Die Norddeutsche Traktorenfabrik Franz Westermann, baute zwischen 1947 und 1957 Traktoren. Bekannt wurden die Traktoren unter dem Markennamen Nordtrak. Die Traktoren setzten schon ein Jahrzehnt vor dem Allradboom bei Traktoren auf diese Antriebsvariante, die bei Nordtrak auf dem Antriebsprinzip des amerikanischen Jeeps beruhte. Dafür benutzen sie ungewöhnlicherweise vier gleich große Räder. Aufgrund des vergleichsweise hohen Preises und der Fähigkeit, in schwierigem Gelände zu arbeiten, wurden die wenigsten Nordtrak-Traktoren in der Landwirtschaft eingesetzt, sondern landeten oft umfangreich modifiziert in der Forstwirtschaft, in Steinbrüchen, im Baugewerbe oder in anderen Spezialeinsatzgebieten.

## Geschichte

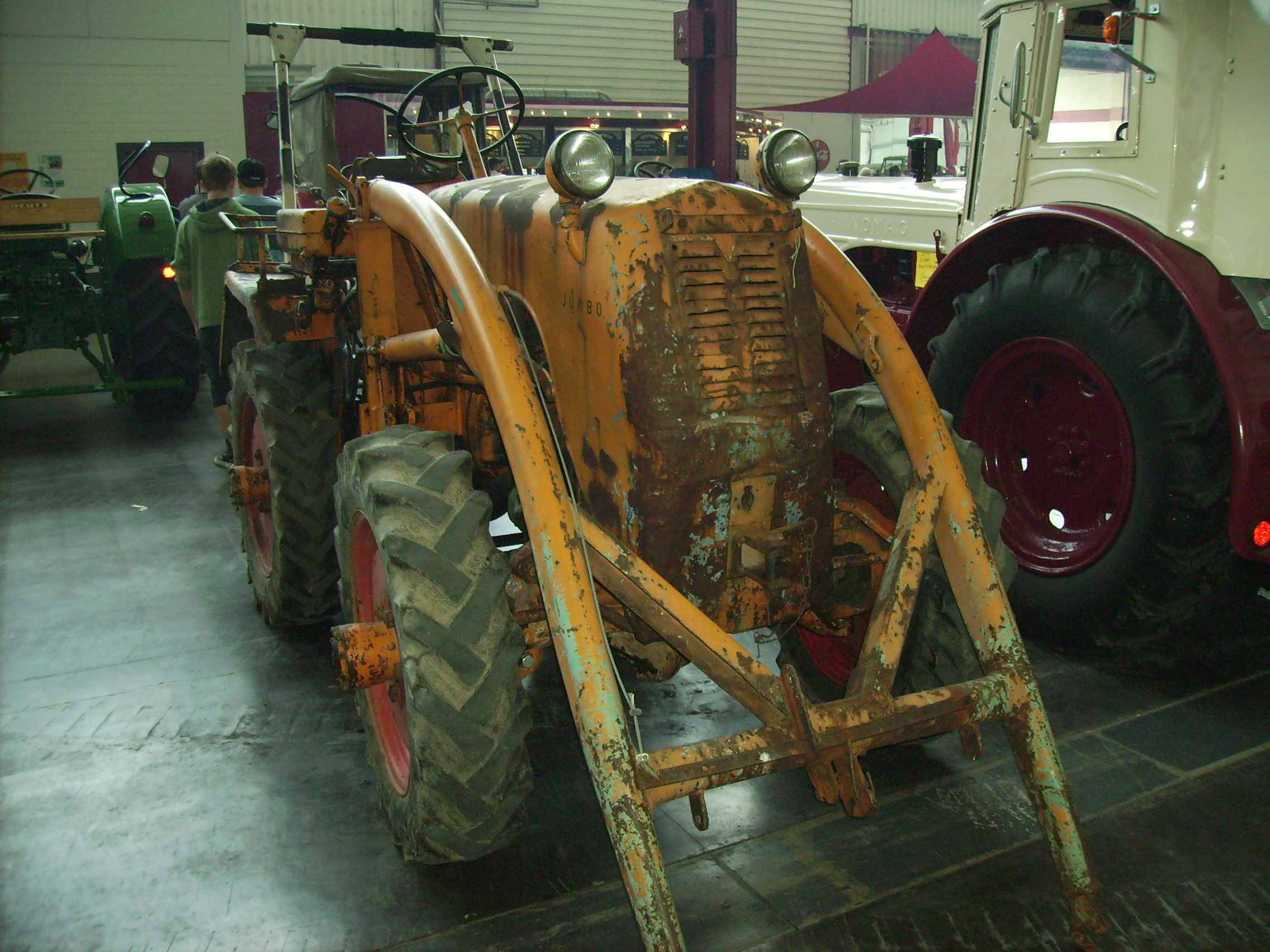
Nordtrak Stier 30

Die Vorgeschichte des Unternehmens begann 1946, als der Ingenieur Georg R. Wille in der Nachkriegszeit die Georg R. Wille OHG gründete und ab 1947 Landmaschinen herstellte. Seine erste Maschine war der Motorpflug „Stier“, der zum Teil aus Jeep-Bauteilen bestand und mit einem 12-PS-Motor ausgestattet war. Einen mit Dieselmotor ausgerüsteten Stier benannte Wille in Gerwi-Diesel-Stier um.
1950 stieg der Kaufmann Franz Westermann als Kapitalgeber in das Unternehmen ein und übernahm nach dem Ausscheiden Willes die Geschäftsführung. Als neuer Konstrukteur kam Gerhard Kullik, den Westermann von Deuliewag abwerben konnte. Die mittlerweile sehr gefragten Traktoren benannte er in Nordtrak Stier um.
Nordtrak Stiere wurden von 1947 bis 1955 in Hamburg-Bergedorf und von 1955 bis zur Produktionseinstellung in Hamburg-Lohbrügge gebaut. Das Unternehmen spezialisierte sich auf Traktoren mit Vierradantrieb in Halbrahmenbauweise. Erstes Modell unter neuer Führung war der Stier 30 mit 28 PS, der im April 1951 termingerecht einsatzbereit war. Als Allrad-Pionier wurde der Schlepper der Öffentlichkeit vorgestellt – ausgestattet mit permanentem Vierradantrieb, gleich großen Rädern (20 Zoll AS bis 28 Zoll AS) sowie einer Vorderrad-Bremsanlage über Kardanwelle. Verwendet wurden luft- und wassergekühlte 2-Takt- und 4-Takt-Dieselmotoren. Als „Paradepferd“ profilierte sich der Stier 480 mit 48 PS. Es war der leistungsstärkste Traktor seiner Klasse und erreichte eine damals beeindruckende Geschwindigkeit von 27 km/h. Die Traktoren waren Pioniere des Allradantriebs, der sich erst später auf breiter Ebene durchsetzte.
Die Antriebseigenschaften und die vergleichsweise gleichmäßige Gewichtsverteilung verbesserten vor allem das Traktionsverhalten. So warb Nordtrak 1952 damit, dass ihre Traktoren in Hanglagen, an denen anderen Traktoren scheitern, arbeiten können. Da diese Vorteile unter einfachen Bodenbedingungen jedoch nur eine geringe Rolle spielten, litt der Absatz der Nordtraks darunter, dass die doppelte Antriebsachse und die vier großen Räder die Produktion im Vergleich zu anderen Traktoren unverhältnismäßig verteuerte. Zudem erreichte Nordtrak nie die Größenordnungen einer Massenproduktion, so dass auch hier die Produktionskosten höher lagen als bei Konkurrenten. Eigenkonstruktionen wie der 1-Mann-Schützenpanzer Puck für die Bundeswehr gerieten zu Flops.
Der Großteil der Nordtrak-Schlepper wurde exportiert, besonders in Südamerika und Skandinavien, wo der Traktor oft in der Forstwirtschaft in schwierigem Gelände eingesetzt wurde, konnten viele Traktoren abgesetzt werden. Allerdings konnten sie im Preiswettbewerb mit den dortigen Konkurrenten auf Dauer nicht bestehen. Ab 1955 als die großen Traktorenhersteller wieder ausreichend lieferfähig waren brach der Absatz ein. Das Unternehmen ging 1956 in Konkurs, ein Jahr später wurde die Produktion endgültig eingestellt.

## Modelle
| Modell    | Motor                      | Maximale Geschwindigkeit | Bereifung Vorne/Hinten | Zylinder/Kühlung    | Leergewicht | Anmerkungen                                                 |
| --------- | -------------------------- | ------------------------ | ---------------------- | ------------------- | ----------- | ----------------------------------------------------------- |
| Stier 18  | 16-PS-Hatz-Motor           | 23,8 km/h                | 8-20 AS                | 1 Zylinder          | 1600 kg     |                                                             |
| Stier 20  | 12/15-PS-Hatz/Zanker-Motor |                          |                        | 1 Zylinder          |             |                                                             |
| Stier 201 | MWM KDW 615 E              | 23,8 km/h                | 8-24 AS                | 1 Zylinder / Wasser | 1550 kg     | Es wurden nur 2 Stück gebaut                                |
| Stier 240 | 20-PS-MWM AKD 12 Z         | 20 km/h                  | 8-24 AS                | 2 Zylinder Luft     |             |                                                             |
| Stier 241 | 24 PS-MWM-Motor            |                          |                        | 2-Zylinder / Luft   | 1800 kg     |                                                             |
| Stier 25  | 22/25-PS-Hatz-Motor        | 23,8 km/h                | 8-24 AS                | 2 Zylinder / Wasser |             |                                                             |
| Stier 30  | 28/30-PS-MWM-Motor         | 23,8 km/h                | 7-30 AS                | 2 Zylinder / Wasser |             | Es wurden angeblich nur 5 Stück gebaut                      |
| Stier 45  | 40-PS-MWM-Motor            | 29,3 km/h                | 10-28 AS               | 3 Zylinder / Wasser | 2500 kg     |                                                             |
| Stier 360 | 36-PS-MWM-Motor            | 27,6 km/h                | 10-28 AS               | 3 Zylinder/ Luft    |             |                                                             |
| Stier 480 | 48-PS-MWM-Motor            | 27,6 km/h                | 12-28 AS               | 4 Zylinder / Luft   | 2900 kg     | 8 Vor- und 4 Rückwärtsgänge plus Kriechgang. Allradantrieb. |

Ab Werk konnten die Schlepper mit Seilwinden (50 kN) aus eigener Produktion ausgestattet werden.
Insgesamt produzierte Nordtrak nach Schätzungen etwa 1300 Traktoren, von denen sich heute noch ca. 130 in Sammlerhänden befinden.